# Jezioro Dymaczewskie
Der Jezioro Dymaczewskie ist ein drei Kilometer langer, bis zu 600 Meter breiter See in der polnischen Woiwodschaft Großpolen.
Der See liegt im Wielkopolski-Nationalpark. Entlang des östlichen Ufers, das bewaldet ist, führt ein Wanderweg. Am nördlichen Ufer liegt das Dorf Łódź.